# Сигарна акула
Сигарна акула (Isistius) — рід акул родини Змієподібні акули ряду Катраноподібні. Має 3 види. Інші назви «печінкова акула», «акула-ніж», «акула кукі-каттер». Отримала назву на честь давньоєгипетської богині світла Ізіди (за здатність окремих ділянок тіла світитися).

## Опис
Загальна довжина представників цього роду коливається від 40 до 60 см. Спостерігається статевий диморфізм: самиці більша за самця. Голова невелика, витягнута. Морда округла. Очі великі, відсвічують у темряві. Завдяки великим дихальцям ці акули здатні омивати зябра водою, не відкриваючи рота і перебуваючи в нерухомому стані. Здатність дихати не розмикаючи губ сигарним акулам необхідна для харчування. Рот округлий. Губи товсті. На верхній щелепі зуби дрібні та вузькі трикутної форми, на нижній — великі, які мають трикутні вершинки, що утворюють найгострішу пилкоподібну ріжучу кромку. Тулуб циліндричної форми, який нагадує сигару. Звідси походить назва цих акул. Грудні плавці короткі. Спинні плавці крихітні. Анальний плавець відсутній. Хвостовий плавець великий та широкий. У цих акул дуже велика (по відношенню до ваги всього літа) та жирна печінка, тому їх ще називають печінковими акулами. Забарвлення коричневе з різними відтінками.

## Спосіб життя
Тримаються значних глибин — до 4000 м. Здійснюють постійні міграції від поверхні до глибин. За допомогою губ і щокового насоса здатні міцно присмоктатися до великої рибі або морській тварині, а потім, втупившись зубами в плоть, здійснює обертальні рухи тілом, буквально вирізаючи шматок м'яса зі своєї жертви. за це отримала назву кукі-каттер — англ. cookie cutter(ріжуча печиво).
Це яйцеживородні акули. Самиці народжують до 12 акуленят.
Потенційно небезпечні для людини.

## Розповсюдження
Мешкають у теплих волах Тихого, Індійського та Атлантичного океанів між широтами 20° пн.ш. та 20° пд.ш.

## Види
- Isistius brasiliensis  (Quoy & Gaimard, 1824)
- Isistius labialis  Meng, Zhu & Li, 1985
- Isistius plutodus  Garrick & Springer, 1964